# Nanchang
Nanchang (kineski: 南昌市, pinyin: Nánchāng; doslovno: „Južni prosperitet”) je najveći i glavni grad kineske provincije Jiangxi. 

## Zemljopisne odlike
Nanchang se nalazi u središtu pokrajine Jiangxi u jugoistočnoj Kini, na južnoj obali rijeke Gan, neposredno ispod njezina ušća u rijeku Xin i nekih 40 km jugozapadno od njihova ušća u jezero Poyang (najveće kinesko jezero), te oko 130 km južnije od rijeke Jangce.

### Klima
Po Köppenovoj klasifikaciji klime Nanchang ima vlažnu suptropsku klimu s vrućim vlažnim ljetima i relativno toplim zimama.

## Povijest
Nanchang je grad duge povijesti i u gradskom okrugu Anyi pronađeni su ostaci stari 50.000 godina. U najranijoj povijesti Kine narod Min-Yue iz Zhejianga i Fujiana naselio se u području Nanchanga. Tijekom Razdoblja proljeća i jeseni (722. pr. Kr. - 481. pr. Kr.) ovaj kraj je bio dio kraljevstva Wu, a 221. pr. Kr. osvojila ga je dinastija Qin, koja je ujedinila Kinu u Kinesko Carstvo. Tada su organizirani brojni distrikti i stožeri kako bi se osigurali putovi prema jugu. Sljedeća dinastija Han je razvila grad u veliko upravno središte vojne pokrajine Yuzhang (郡). Navodno mu je ime Nanchang („Južni procvat”, izveden iz slogana razvoja onoga što je sada južna Kina) dao sam car Gaozu.
Godine 589., tijekom dinastije Sui, vojna krajina je pretvorena u prefekturu Hongzhou (洪州), a nakon 763. Nanchang je postao sjedište pokrajine Jiangxi (江西), koji je tada počeo ubrzani rast da bi u 12. stoljeću bio središtem najnaseljenije pokrajine u Kini .
Godine 959. pod režimom Južni Tang, Nanchang je postao sjedište prefekture Jiangnanxi („zapadno ispod rijeke”) i južni glavni grad. No, tek je za dinastije Ming pokrajina dosegla današnje granice. U 13. stoljeću se Han Kinezi doseljavaju i na jug Jiangxija, u isto vrijeme kada cijela pokrajina dolazi pod utjecaj trgovačkih središta na sjeveru, Hangzhoua i Nanjinga, koji iskorištavaju rudnike Jiangxija.  
Tijekom Taipinškog ustanka (1850. – 64.), Nancheng je bio prvi veliki grad koji su osvojili ustanici, a kada je carska vojska potisnula ustanike, istok i jug Jiangxija su bila posljednja područja koja su se predala. U isto vrijeme Opijumski ratovi su primorali Carstvo da otvori luku Jiujiang stranim trgovcima. Nanchang je izgubio značaj kao trgovačko središte jer su kopneni putovi do Guangzhoua zamijenjeni obalnim parobrodskim uslugama u drugoj polovici 19. stoljeća. 
Nakon pada dinastije Qing 1911. god., Jiangxi je kratkotrajno bio samostalan, da bi 1920-ih pao pod utjecaj ratnih zapovjednika iz Hebeija. Nanchang je podupirao Kuomintang tijekom Kineskog građanskog rata, ali je bio i mjesto komunističkog Nanchang ustanka, koji je bio reakcija na Šangajski masakr 1927. god. Iako su komunisti uspjeli držati grad samo nekoliko dana, nastala je jezgra vojske i način organizacije iz koje je kasnije nastala Narodno-oslobodilačka armija Kine. 
Godine 1939., dogodila se žestoka bitka između kineske nacionalne revolucionarne vojske i carske japanske vojske u Drugom kinesko-japanskom ratu, poznata kao „Bitka za Nanchang”. Nakon japanske pobjede Japansko Carstvo je uspostavilo svoju vlast u pokrajinama Jiangxi i Hunan.
Od 1949. Nanchang je opsežno industrijaliziran s tvornicama pamučnih tkanina, papira, poljoprivredne opreme i dizelskih motora, a kasnije kamiona i traktora, kao i gume. Tu je i velika kemijska industrija koja proizvodi poljoprivredne kemikalije i insekticide kao i lijekove.

## Znamenitosti
- Tengwang paviljon sagradio je 653. brat cara Taizonga iz dinastije Tang. Ima ukupnu visinu od 27,5 metara i zauzima površinu od 13.000 m². Paviljon je prošao ukupno 29 rekonstrukcija, posljednju 1989. godine.
- Toranj Shengjin je izgrađena za vrijeme dinastije Tang kao osmerokutni toranj sa sedam katova ukupne visine od 58,7 metara. U tornju je pronađena kutija s više od 300 budističkih relikvija.
- Shuiguanyin paviljon nalazi se u središtu jezera,a za vrijeme dinastije Ming služila je kao svlačionica supruge vojvode od Ninga, Zhu Shenhaoa. Obnovljena je javnim sredstvima tijekom dinastije Qing.
- Zvijezda Nanchanga je jedan od najvećih panoramskih kotača na svijetu (visina 160 m, promjera 153 m, izgradnja koštala oko 57 milijuna juana (≈ 6 milijuna €), otvoren je 2. svibnja 2006. godine.

## Uprava
Pod-pokrajinski grad Nanchang ima izravnu nadležnost nad 6 okruga (distrikta) i 3 županije:
| Zemljovid | Zemljovid      | Zemljovid | Zemljovid     | Zemljovid    | Zemljovid                 | Zemljovid      | Zemljovid          | Zemljovid   | Zemljovid   | Zemljovid          | Zemljovid   |
| --- | -------------- | --------- | ------------- | ------------ | ------------------------- | -------------- | ------------------ | ----------- | ----------- | ------------------ | ----------- |
| Poyang jezero 1 2 3 Wanli ＊ Qingshanhu ＊ Nanchangokrug ※ Xinjian ※ Anyi Jinxian 1. Donghu 2. Xihu 3. Qingyunpu |                |           |               |              |                           |                |                    |             |             |                    |             |
| Upravni kod | Naziv          | Kineski   | Pinyin        | Površina km² | Sjedište                  | Poštanski broj | Pod-podjele        | Pod-podjele | Pod-podjele | Pod-podjele        | Pod-podjele |
| Upravni kod | Naziv          | Kineski   | Pinyin        | Površina km² | Sjedište                  | Poštanski broj | Broj pod-distrikta | Gradići     | Naselja     | Stambene zajednice | Sela        |
| 360100 | Nanchang       | 南昌市    | Nánchāng Shì  | 7194         | Donghu (Honggutan N.A.)   | 330000         | 30                 | 49          | 31          | 625                | 1161        |
| 360102 | Donghu         | 东湖区    | Dōnghú Qū     | 30           | Gongyuan (公园街道)       | 330000         | 10                 |             |             | 159                | 21          |
| 360103 | Xihu           | 西湖区    | Xīhú Qū       | 43           | Chaoyangzhou (朝阳洲街道) | 330000         | 10                 | 1           |             | 136                | 13          |
| 360104 | Qingyunpu      | 青云谱区  | Qīngyúnpǔ Qū  | 40           | Sanjiadian (三家店街道)   | 330000         | 5                  | 1           |             | 63                 | 12          |
| 360105 | Wanli          | 湾里区    | Wānlǐ Qū      | 254          | Zhaoxian (招贤镇)         | 330000         | 2                  | 4           |             | 12                 | 35          |
| 360111 | Qingshanhu     | 青山湖区  | Qīngshānhú Qū | 250          | Jingdong (京东镇)         | 330000         | 3                  | 6           |             | 116                | 101         |
| 360112 | Xinjian        | 新建区    | Xīnjiàn Qū    | 2160         | Changleng (长堎镇)        | 330100         |                    | 10          | 9           | 39                 | 300         |
| 360121 | Nanchang okrug | 南昌县    | Nánchāng Xiàn | 1811         | Liantang (莲塘镇)         | 330200         |                    | 11          | 7           | 47                 | 311         |
| 360123 | Anyi           | 安义县    | Ānyì Xiàn     | 660          | Longjin (龙津镇)          | 330500         |                    | 7           | 3           | 16                 | 105         |
| 360124 | Jinxian        | 进贤县    | Jìnxián Xiàn  | 1946         | Minhe (民和镇)            | 331700         |                    | 9           | 2           | 37                 | 263         |

## Stanovništvo
Prema šestom popisu stanovništva u Kini, ukupan broj stanovnika u gradu Nanchangu 2010. godine iznosio je 5.042.565, a gradskog područja 2,3 milijuna stanovnika.
| 1990.     | 2000.     | 2009.     | 2010.     | 2017.     | 2018.     |
| --------- | --------- | --------- | --------- | --------- | --------- |
| 1.134.114 | 1.584.833 | 2.092.603 | 2.300.000 | 2.887.800 | 2.935.000 |

## Gospodarstvo
Nanchang je poljoprivredno središte pokrajine Jiangxi. Proizvodnja žitarica 2000. godine iznosila je 16,16 milijuna tona, a od ostalih proizvoda, riža i naranče igraju važnu ulogu u lokalnom gospodarstvu.
U gradu postoje tvornice za proizvodnju i proizvodnju motora, kao što su asembler i Ford Jiangling Motors (汽车 公司). Druge tvornice su proizvodnja tekstila, kemijska, strojarstvo, farmaceutska i elektronička.
BDP u Nanchangu 2014. iznosio je 96 milijardi USD, po glavi stanovnika 18.516 USD. Od 2009. do 2014. godine, BDP po glavi stanovnika je vrlo brzo porastao, oko 10,5 % godišnje

## Prijevoz
Grad je povezan međusobno i sa susjedima svim prijevoznim sredstvima. Zračna luka je Međunarodna zračna luka Nanchang Changbei, izgrađena u listopadu 1996. Pruge kao što su Beijing-Kowloon (铁路) otvorena je 1996. godine, Shanghai-Kunming (沪 昆 铁路) 2006., a Nanchang postaja 1935. godine.

## Zbratimljeni gradovi
- Akaa  Finska (1984.)
- Albacete  Španjolska (2005.)
- Copiapó  Čile (1983.)
- Dijon  Francuska (1984.)
- Naju  Južna Koreja (1984.)
- Quilmes  Argentina (2003.)
- Sorocaba  Brazil (1984.)
- Skopje  Sjeverna Makedonija (1984.)
- Takamatsu  Japan (1984.)
- Toluca  Meksiko (1988.)
- Ufa  Rusija (2015.)
- Valkeakoski  Finska (1984.)

## Vanjske poveznice
|  | Zajednički poslužitelj ima još gradiva o temi Nanchang |

- Karta grada (engl.)
- Službene stranice grada (kin.)